# Freak*on*ica
| Recensione           | Giudizio |
| -------------------- | -------- |
| AllMusic             | [ 1 ]    |
| Rolling Stone        |          |
| Entertainment Weekly | A-       |
| Spin                 |          |
| Piero Scaruffi       | [ 3 ]    |

Freak*on*ica è il quinto album in studio dei Girls Against Boys, pubblicato il 2 giugno 1998 dalla Geffen Records.

## Tracce
Testi e musiche di Alexis Fleisig, Eli Janney, Scott McCould e Johnny Temple.
1. Park Avenue – 3:50
2. Pleasurized – 3:39
3. Psycho-Future – 3:32
4. Black Hole – 4:16
5. Roxy – 4:19
6. One Firecracker – 3:47
7. Speedway – 3:43
8. Exorcisto – 3:56
9. Vogue Thing – 3:53
10. Push The Fader – 4:01
11. Exile – 4:20
12. Cowboy's Orbit – 4:04

Durata totale: 47:20

## Classifiche

### Classifiche settimanali
| Classifiche (1998)                       | Posizione più alta |
| ---------------------------------------- | ------------------ |
| U.S. Billboard Heatseekers Albums Charts | 11                 |